# Aerial Experiment Association

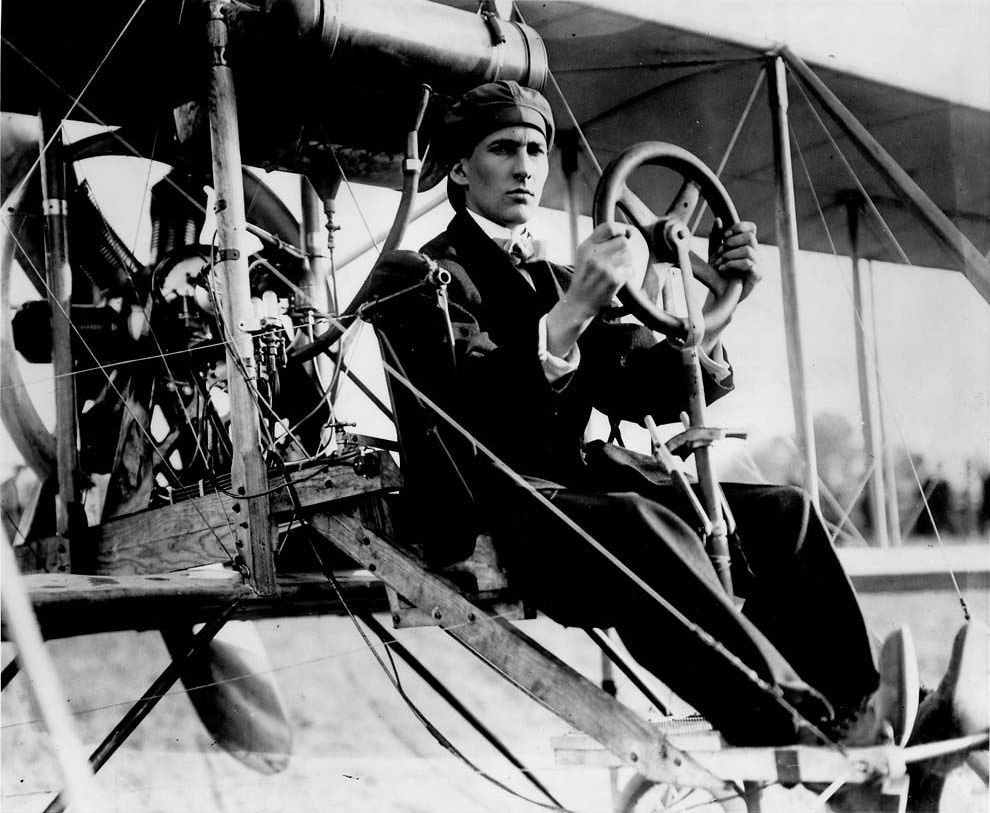
Membro da AEA, John Alexander Douglas McCurdy nos controles do AEA Silver Dart durante um encontro de aviação perto de Toronto, Canadá, ~1911

Aerial Experiment Association (AEA) foi a designação de um grupo de pesquisa aeronáutica Canadense-Americano formado em 30 de setembro de 1907, sob a liderança do Dr. Alexander Graham Bell.
A AEA produziu vários modelos diferentes de aviões em rápida sucessão, com cada membro atuando como projetista principal em ao menos um. O grupo introduziu inovações técnicas importantes, notadamente ailerons nas pontas das asas e trem de pouso em triciclo.
De acordo com Bell, a AEA era uma "associação científica cooperativa, não para lucro, mas pelo amor à arte e para fazer o possível para ajudar uns aos outros". Apesar da associação não ter tido nenhum impacto comercial significativo, um dos seus membros, Glenn Curtiss, mais tarde criou uma empresa aeronáutica bem sucedida. A AEA foi dissolvida em 31 de março de 1909.

## Aeronaves projetadas e construídas
- Planador AEA (1907) Um planador biplano baseado nos desenhos e dados disponibilizados por Octave Chanute[3]
- Aerodrome No. 1 Red Wing (1908), projeto de Thomas Selfridge, biplano motorizado monoposto[4]
- Aerodrome No. 2 White Wing (1908), projeto de Frederick Baldwin, biplano motorizado monoposto[5]
- Aerodrome No. 3 June Bug (1908), projeto de Glenn Curtiss, biplano motorizado monoposto[6]
- Aerodrome No. 3A Loon (1908), um June Bug modificado para hidroavião[7]
- Aerodrome No. 4 Silver Dart (1909), projeto de John McCurdy, biplano motorizado[8]
- Aerodrome No. 5 Cygnet II & Cygnet III (1909), projeto de Graham Bell, monoposto motorizado com asa inovadora[9]
- Bell Oionus I (1910), um triplano em tetraedro, construído depois que a AEA foi dissolvida, construído em Baddeck Kite House, Nova Escócia, e a última incursão de Bell na aviação. Esse projeto foi construído para Graham Bell por McCurdy e Baldwin[10]